# Helen Heffron Roberts
Helen Heffron Roberts (1888–1985) era una antropóloga estadounidense y pionera en etnomusicología.  Su trabajo incluyó el estudio de los orígenes y desarrollo de música entre los Maroons jamaicanos, y los indios pueblo del suroeste americano. Sus registros de antiguos hawaiianos meles están archivados en el Bernice P. Bishop Museum en Honolulu. Roberts fue una protegida de Alfred V. Kidder y Franz Boas.

## Infancia y formación musical
Nació en Chicago el 12 de junio de 1888, la mayor de tres hijos del contable William Hinman Roberts y su esposa, la artista Dana Alma McDonald Roberts. Sus padres le brindaron lecciones de piano a una edad temprana y la alentaron hacia una carrera como pianista clásica. Al finalizar su educación básica en el Monticello Seminary, Roberts continuó sus estudios, graduándose de Chicago Musical College en 1909 y del American Conservatory of Music en 1911.

## Estudios antropológicos
Mientras estaba en el conservatorio, Roberts comenzó a darse cuenta de que no tenía las habilidades para lograr el sueño de sus padres de convertirse en una pianista clásica. Además de no tener la destreza de la mano, sufría problemas de salud recurrentes no especificados. En una entrevista en años posteriores, ella citó tanto su salud como un temprano interés en la cultura de los pueblos nativos de los Estados Unidos como las motivaciones para sus viajes al suroeste de los Estados Unidos. Durante los años siguientes, su trabajo de posgrado continuado en el conservatorio se intercalo con un empleo como maestra de música en Kansas, Texas y México, donde a menudo se le unían miembros de su familia.
Sus intereses arqueológicos también comenzaron durante este período de tiempo, y ella fue aprendiz de Alfred V. Kidder en las excavaciones del yacimiento en Pecos, Nuevo México. En 1916, publicó "Doubling coiling" (cerámica) en American Anthropologist. Berthold Laufer del Field Museum of Natural History de Chicago se sumó al trabajo de Kidder y le aconsejó que se matriculara en la Universidad de Columbia. Bajo la tutela de Franz Boas, conocido como el padre de la antropología estadounidense, cambió sus metas en la vida de una carrera como profesora de música o música profesional, al estudio de los orígenes y la progresión de la música en las culturas étnicas. Boas le aconsejó que, como pionera en el campo relativamente nuevo de la etnomusicología, tendría poca competencia.
En el momento en que recibió su título M.A. en 1919 en antropología, sus campos de interés mezclados comenzaban a evidenciarse en sus publicaciones. Ella revisó el libro de HE Krehbiel Afro-American Folksongs en 1917 para el Journal of American Folklore; y en 1918 con el coautor Herman K. Haeberlin, publicó Some Songs of the Puget sound Salish en el Journal of American Folklore. Durante 1919 hizo dos reseñas, Nabaloi Songs de CR Moss y AL Kroeber para American Anthropoligist y Teton Sioux Music de Frances Densmore para el Journal of American Folklore. Su tesis de máster Coiled Basketry en Columbia Británica y la región circundante, escrita con Haeberlin y James A. Tiet, se publicó en 1928.

## Trabajo de campo y transcripciones
Bajo el patrocinio de la Asociación Estadounidense para el Avance de la Ciencia y la Fundación Folklore en Vassar College, Roberts pasó varios meses de 1920-1921 en Jamaica con la presidenta de la fundación Martha Beckwith. Sus esfuerzos de colaboración dieron como resultado grabaciones y trabajos publicados sobre forklore jamaicano. Beckwith publicó Folk-Games of Jamaica con música grabada en el campo por Roberts en 1921. La pareja también publicó Jamaica Anansi Stories en 1924. Roberts publicó Possible Survivals of African Song en Jamaica en 1926, que se centra en la historia y la cultura de los Jamaican Maroons.
El trabajo de campo realizado por Roberts en Hawái durante 1923 y 1924 produjo la grabación de 1,255 meles individuales que actualmente están archivados en el Museo Bernice P. Bishop en Honolulu. En 1926, Roberts grabó a Ellen Brazill, en la remota comunidad de Somes Bar, en el norte de California, cantando una "Konomihu Lullaby". Esta grabación de cilindro de cera se puede escuchar en el American Folklife Center. Los detalles de esta sesión de grabación, parte de un proyecto para preservar el idioma Shasta moribundo, se pueden encontrar en el Archivo Antropológico Nacional del Smithsonian.
Su aprendizaje inicial con Alfred V. Kidder sirvió no solo para cambiar su elección de carrera, sino que también le proporcionó un camino para explorar su continuo interés en la cultura nativa americana. En 1923, publicó Chakwena Songs of Zuñi and Laguna en The Journal of American Folklore. Comenzó a trabajar en el campo entre los Puebloan en 1930, y una colección de carretes de video de Alan Lomax  16 mm de canciones folclóricas estadounidenses incluye una danza Tewa que Roberts filmó en 1936 cerca de San Ildefonso Pueblo, Nuevo México.  Las obras de arte de San Ildefonso Pueblo recogidas en este momento por Roberts se pueden encontrar en la colección del Museo Nacional del Indio Americano.
Entre asignaciones de campo, Roberts colaboró con varios profesionales con quienes estaría asociada la mayor parte de su vida. Clark Wissler y Jesse Walter Fewkes la involucraron con su trabajo en la música de Pawnee, y fue para Edward Sapir que ella transcribió la colección Diamond Jenness de Canciones de los indios Nootka de la isla occidental de Vancouver. En 1924, aceptó un puesto en el personal de la Universidad de Yale a petición de Wissler, que estaba ayudando a encabezar un nuevo proyecto financiado por la Fundación Rockefeller. Sapir se convirtió en su supervisora en Yale en 1931, donde permanecería hasta 1936. 
Edwin Grant Burrows, después de dos años en plantilla del Museo Bernice P. Bishop de Honolulu, llegó a Yale en 1933 para trabajar en sus títulos de antropología MA y Ph.D, y según Roberts estuvo bajo su tutoría. Su trabajo profesional y sus asociaciones para Yale la llevaron a Europa, donde formó una amistad de por vida con Beatrice Blackwood.
Una subvención de 1934 de la Corporación Carnegie de Nueva York le proporcionó la adquisición de equipos de grabación especialmente diseñados para facilitar su proyecto de Yale de copiar grabaciones de cilindros de cera en discos de aluminio. Además, Roberts se convirtió en un coleccionista de cilindros de cera registrados por otros investigadores en su campo. Finalmente, donó 400 de esas grabaciones de cilindros de cera a la colección permanente del Archivo de Cultura Popular en la Biblioteca del Congreso.
Junto con el musicólogo y compositor Charles Seeger, el compositor Henry Cowell, el etnomusicólogo George Herzog y Dorothy Lawton de la Biblioteca Pública de Nueva York, Roberts fue miembro fundador de la Sociedad Americana de Musicología Comparada en 1933, la organización matriz de la Biblioteca Americana de Musicología ( ALM) Seeger imaginó el ALM de corta duración como editor de recursos relacionados con la música, pero dejó de existir en 1936.

## Madurez
Roberts se mudó a Tryon, Carolina del Norte, en parte para cuidar a su padre, después de que una reducción de fondos en 1935 eliminó su puesto en Yale. En este pequeño ambiente del sur, aprendió a cultivar su propia comida y se convirtió en una horticultora consumada. Durante la Segunda Guerra Mundial, Roberts se unió a otras mujeres Tryon para cocinar y enlatar alimentos que se enviarían a Europa. Después de la muerte de su padre, Roberts se mudó a New Haven, Connecticut en 1945, donde pasó el resto de su vida. Se convirtió en miembro de la Sociedad Hortícola de Nueva York y se sentó en la Junta de Directores de la Orquesta Sinfónica de New Haven. Mientras servía en esa Junta, Roberts coescribió (con Doris Cousins) "Una historia de la Orquesta Sinfónica de New Haven que celebra su séptima y quinta temporada". Roberts murió el 26 de marzo de 1985, y la mayor parte de sus registros se encuentran en el depósito de la Biblioteca Sterling Memorial en Yale. El patrimonio de Roberts  estableció el Helen Roberts Trust, que suscribe una actuación gratuita en el New Haven Green por la Orquesta Sinfónica de New Haven cada verano. En los últimos años, la Sinfonía ha actuado con William Boughton, Cirque Mechanics, Kurt Elling, Jimmy Green, Alasdair Neale, Dianne Reeves, Rivers of Sound de Amir ElSaffar y Tiempo Libre en conciertos celebrando el legado musical de Helen Robert en la comunidad de New Haven.

## Grabaciones de sonido
Listado parcial 
- Harrington, John Peabody (1916–1917). Colección John Peabody Harrington de grabaciones de cilindros Southern Valley Yokuts (AFC 1981/024) (Cilindro). Washington D. C.: Archivo de Cultura Popular, Centro Americano de Vida Popular, Biblioteca del Congreso. LCCN   2015655229 .
- Beckwith, Martha (1920). Martha Beckwith colección de grabaciones de cilindros de Jamaica (AFC 1937/014) (Cilindro). Washington D. C.: Archivo de Cultura Popular, Centro Americano de Vida Popular, Biblioteca del Congreso. LCCN   2014655365.[Note 1]
- Roberts, Helen Heffron (1923). Colección de grabaciones de cilindros hawaianos de Helen Heffron Roberts (AFC 1936/003) (Cilindro). Washington D. C.: Archivo de Cultura Popular, Centro Americano de Vida Popular, Biblioteca del Congreso. LCCN   2015655314 .
- Roberts, Helen Heffron (1926). Colección de Helen Heffron Roberts de grabaciones de cilindros de Karuk y Konomihu (AFC 1936/002) (Cilindro). Washington D. C.: Archivo de Cultura Popular, Centro Americano de Vida Popular, Biblioteca del Congreso. LCCN   2013655300 .
- Roberts, Helen Heffron (1926). Colección de grabaciones de cilindros Round Valley de Helen Heffron Roberts (AFC 1937/020) (Cilindro). Washington D. C.: Archivo de Cultura Popular, Centro Americano de Vida Popular, Biblioteca del Congreso. LCCN   2015655321 .
- Roberts, Helen Heffron (1926). Colección de grabaciones de cilindros Luiseño de Helen Heffron Roberts (AFC 1937/018) (Cilindro). Washington D. C.: Archivo de Cultura Popular, Centro Americano de Vida Popular, Biblioteca del Congreso. LCCN   2015655316 .
- Roberts, Helen Heffron (1926). Colección de grabaciones de cilindros Konkow de Helen Heffron Roberts (AFC 1937/012) (Cilindro). Washington D. C.: Archivo de Cultura Popular, Centro Americano de Vida Popular, Biblioteca del Congreso. LCCN   2013655529 .
- Roberts, Helen Heffron (1928). Colección de Helen Heffron Roberts de grabaciones de cilindros Hopi Pueblo (AFC 1979/104), (Cilindro). Washington D. C.: Archivo de Cultura Popular, Centro Americano de Vida Popular, Biblioteca del Congreso. LCCN   2014655319 .
- Roberts, Helen Heffron (1929). Colección de Helen Heffron Roberts de grabaciones de cilindros Acoma Pueblo (AFC 1979/103) (Cilindro). Washington D. C.: Archivo de Cultura Popular, Centro Americano de Vida Popular, Biblioteca del Congreso. LCCN   2014655318 .
- Roberts, Helen Heffron (1929). Colección de Helen Heffron Roberts de grabaciones de cilindros de Cochiti, San Ildefonso, Santa Clara, Tesuque y Taos (AFC 1979/102) (Cilindro). Washington D. C.: Archivo de Cultura Popular, Centro Americano de Vida Popular, Biblioteca del Congreso. LCCN   2014655317 .
- Roberts, Helen Heffron (1929). Helen Heffron Roberts grabaciones en cilindro de canciones de vaquero (AFC 1937/017) (Cilindro). Washington D. C.: Archivo de Cultura Popular, Centro Americano de Vida Popular, Biblioteca del Congreso. LCCN   2015655315 .
- Roberts, Helen Heffron; LaVigna, Maria; McAllester, David P. (1979). Entrevista de historia oral de Helen Heffron Roberts realizada por Maria LaVigna y David P. McAllester (AFC 1979/095 (carretes de cinta sonora). Washington D. C.: Archivo de Cultura Popular, Centro Americano de Vida Popular, Biblioteca del Congreso. LCCN   2013655486 .
- McClintock, Walter (1984). Colección Walter McClintock de grabaciones de cilindros Blackfoot (Set 2) (AFC 1937/019) (Cilindro). WBooksashington, DC: Archivo de Cultura Popular, Centro Americano de Vida Popular, Biblioteca del Congreso. LCCN   2015655320 .

## Publicaciones
- Roberts, Helen H. (April–June 1917). «Review H. E. Krehbiel». The Journal of American Folklore (American Folklore Society) 30 (116): 278-279. doi:10.2307/534351.
- Roberts, Helen H.; Haeberlin, Herman K. (October–December 1918). «Some Songs of the Puget sound Salish». The Journal of American Folklore (American Folklore Society) 31 (122): 496-520. doi:10.2307/535058.
- Roberts, Helen H. (October–December 1919). «Nabaloi Songs by C. R. Moss; A. L. Kroeber». American Anthropologist (Wiley on behalf of the American Anthropological Association). New Series, Vol. 21, No. 4 (4): 452-459. doi:10.1525/aa.1919.21.4.02a00140.
- Roberts, Helen H. (October–December 1919). «Teton Sioux Music by Frances Densmore». The Journal of American Folklore (American Folklore Society) 32 (126): 523-535. doi:10.2307/535192.
- Roberts, Helen H. (July–September 1922). «Three Jamaican Folk-Stories». The Journal of American Folklore (American Folklore Society) 35 (137): 328-329. doi:10.2307/535009.
- Beckwith, Martha Warran (1923). Christmas Mummings in Jamaica, by Martha Warren Beckwith, with Music Recorded in the Field by Helen H. Roberts. Poughkeepsie, N.Y: Vassar College.
- Roberts, Helen H. (April–June 1923). «Chakwena Songs of Zuñi and Laguna». The Journal of American Folklore (American Folklore Society) 36 (140): 177-184. doi:10.2307/535214.
- Roberts, Helen Heffron; Diamond, Jenness (1925). Songs of the Copper Eskimos. Ottawa: F. A. Acland.
- Roberts, Helen H. (July 1926). «Possible Survivals of African Song in Jamaica». The Musical Quarterly (Oxford University Press) 12 (3): 340-358. doi:10.1093/mq/xii.3.340.
- Roberts, Helen Heffron (1928). Ancient Hawaiian Music. Honolulu, HI: Bernice Pauahi Bishop Museum.
- O'Neale, Lila M. (April 1930). «Review, Coiled Basketry in British Columbia and Surrounding Region by H. K. Haeberlin; James A. Tiet; Helen H. Roberts». American Anthropologist (Wiley on behalf of the American Anthropological Association). New Series, Vol. 32, No. 2 (2): 306-308. doi:10.1525/aa.1930.32.2.02a00100.
- Beckwith, Martha Warran; Roberts, Helen Heffron (1924). Jamaica Anansi Stories. New York, N.Y: The American Folk-lore Society.
- Beckwith, Martha Warran; Roberts, Helen Heffron (1928). Jamaica Folk-lore. New York, N.Y: The American Folk-lore Society, G. E. Stechert & Co.
- Roberts, Helen Heffron (1929). Basketry of the San Carlos Apache. New York, NY: American Museum of Natural History.
- Roberts, Helen H. (January–March 1932). «Melodic Composition and Scale Foundations in Primitive Music». American Anthropologist (Wiley on behalf of the American Anthropological Association). New Series, Vol. 34, No. 1 (1): 79-107. doi:10.1525/aa.1932.34.1.02a00060.
- Roberts, Helen Heffron (1933). Form in Primitive Music; an analytical and comparative study of the melodic form of some ancient southern California Indian songs. New York, NY: American Library of Musicology, W. W. Norton.
- Roberts, Helen Heffron (1936). Musical Areas in Aboriginal North America. New Haven, CT: Yale University Press.
- Roberts, Helen Heffron (1955). Songs of the Nootka Indians of Western Vancouver Island. Philadelphia, PA: American Philosophical Society.
- Roberts, Helen Heffron (1969). A History of the New Haven Symphony Orchestra Celebrating its Seventy-fifth Season, 1894–1969. New Haven, CT: Yale University Press.
- Roberts, Helen Heffron (1970). Musical Areas in Aboriginal North America. New Haven, CT: Human Relations Area Files Press.
- Roberts, Helen Heffron (1980). Concow-Maidu Indians of Round Valley—1926. Chico, CA: Association for Northern California Records and Research.
- Harrngton, John P.; Roberts, Helen Heffron; Weigle, Marta (1989). Indian tales from Picuris Pueblo. Santa Fe, NM: Ancient City Press.
- Bibliografía especial: bibliografía de seis páginas de 1967 de Ethnomusicology, vol. 11, N ° 2, mayo,[18] en JStor.

## Misceláneos
- Roberts, Helen Heffron (1913). Colección Barnes de grabaciones de cilindros de África Oriental (AFC 1937/015) (Cilindro). Washington D. C.: Archivo de Cultura Popular, Centro Americano de Vida Popular, Biblioteca del Congreso. LCCN   2014655364.[Note 2]
- Crampton, Henry Edward (1916). Colección Henry Edward Crampton de grabaciones de cilindros polinesios (AFC 1937/016) (Cilindro). Washington D. C.: Archivo de Cultura Popular, Centro Americano de Vida Popular, Biblioteca del Congreso. LCCN   2014655367.[Note 3]
- Lomax, Alan (1936). Archivo de películas de American Folk Song, 1936–1942, una colección de películas de aficionados realizadas por Alan Lomax y otros (AFC 1990/017) (16 mm). Washington D. C.: Archivo de Cultura Popular, Centro Americano de Vida Popular, Biblioteca del Congreso. LCCN   2015655354.[Note 4]
- Charlotte J. Frisbie (1989), Helen Heffron Roberts (1888-1985): Un tributo,[19] Etnomusicología, vol. 33, N ° 1 (Winter, 1989), págs. 97-111